# چوکر

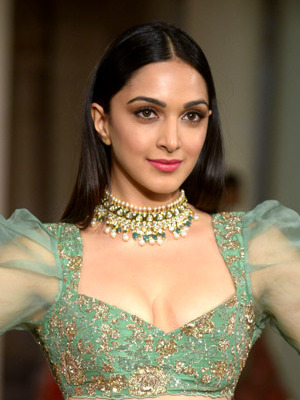
نوعی گردن‌بند چوکر

گردن‌بند طوقی یا چوکر (به انگلیسی: Choker) کوتاه‌ترین نوع گردن‌بند است. این گردنبند مانند طوق، دور گردن بسته می‌شود و ظاهر زیبایی دارد. گردنبندهای طوقی را هم می‌توان ساخت و هم به صورت آماده خریداری کرد. این گردن‌بندها در انواع چرمی، فلزی، نامرئی (با بندهای رنگ پوست)، مخمل و غیره یافت می‌شود و طول آن‌ها معمولاً بین ۱۴ تا ١۶ اینچ است.

## تاریخچه

### دورۀ رنسانس

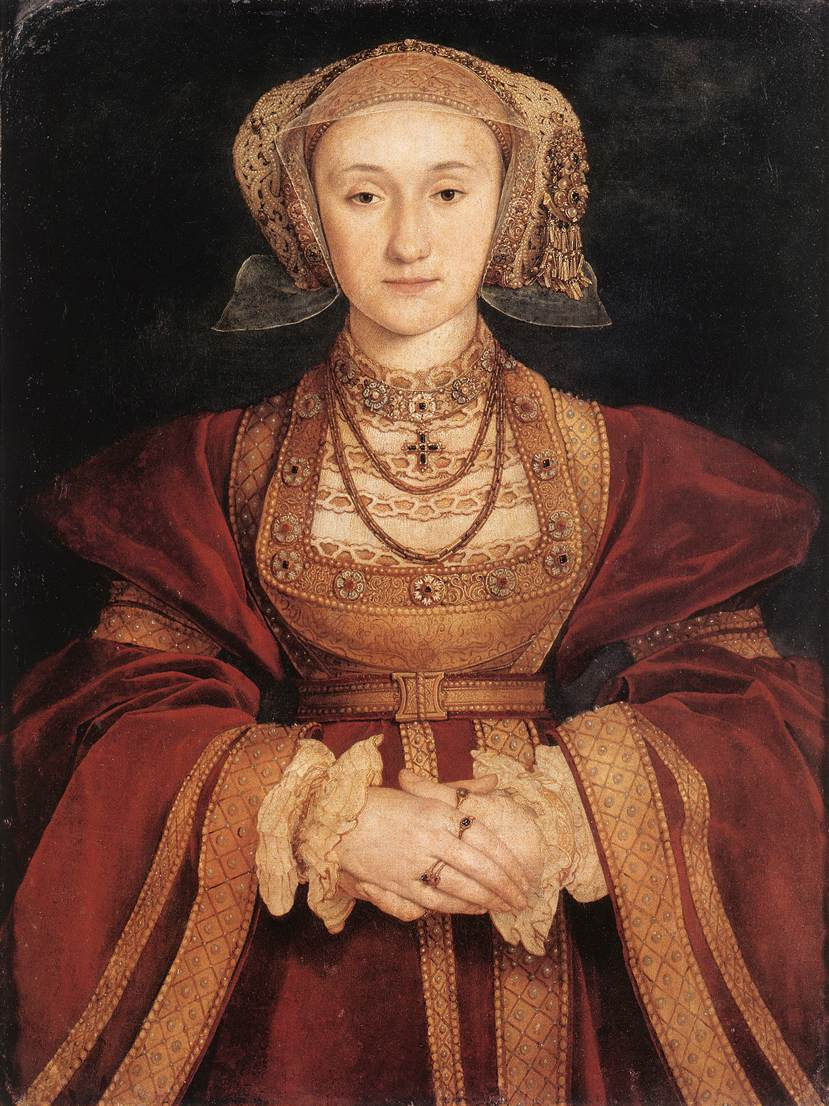
پرتره‌ای از آن کلیو که در آن گردنبند طوقی مزین به صلیب مسیحی مشاهده می‌گردد.

شواهد متعددی از جمله نقاشی‌های پرتره خلق شده وجود دارد که نشان می‌دهد استفاده تزئینی از گردنبند طوقی در دورۀ رنسانس رایج بوده است.  به عنوان مثال، در پرتره‌ای از آن کلیو، چهارمین همسر هنری هشتم، می‌توان مشاهده کرد که وی یک گردنبند طوقی مزین به صلیب پوشیده است.

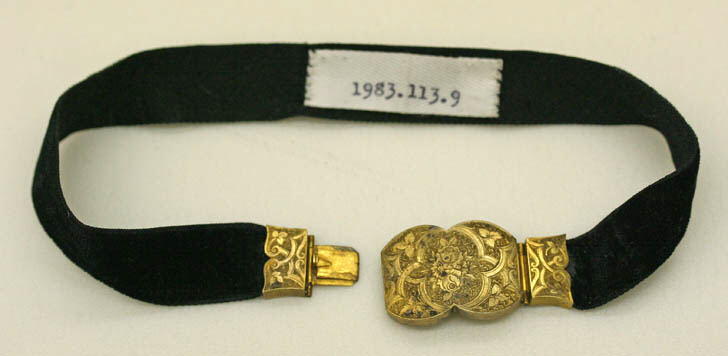
گردنبند چوکر ابریشمی و فلزی آمریکایی مربوط به دهه ۱۹۸۰ میلادی

به طور کلی، در دورۀ رنسانس زنان خود را محدود به نوع خاصی از جواهرات نکرده و تزئینات متنوعی را استفاده می‌کردند که گردنبند طوقی از رایج‌ترین‌شان به شمار می‌رود.

### دورۀ معاصر
پس از سال ۱۹۳۰ میلادی، محبوبیت گردنبندهای میلادی با ظهور تحولات جدید در صنعت مد رو به افول رفت، اگرچه که هر از گاهی و در برهه‌های زمانی خاص، این گردنبندها مجدداً محبوبیت یافتند. به عنوان مثال تعدادی از هنرپیشگان در سال‌های اخیر گردنبند طوقی برای تزئین ظاهر خود استفاده کرده‌اند، مانند گوئینت پالترو در مراسم اسکار سال ١٩٩٩ میلادی یا پاریس هیلتون در سال ٢٠٠٢ میلادی.